# Johnny Moore
John Brian "Johnny" Moore (Altoona, Pennsilvània; 3 de març de 1958) és un exjugador de bàsquet nord-americà que va jugar 9 temporades a l'NBA, a més de fer-ho en la Lliga ACB, a Mèxic i en la CBA. Amb 1,85 metres d'alçada, ho feia en la posició de base.

## Trajectòria esportiva

### Universitat
Va jugar durant quatre temporades amb els Texas Longhorns de la Universitat de Texas a Austin, en els quals va fer una mitjana de 13,2 punts i 4,0 rebots per partit. Va guanyar el NIT el 1978, i va ser triat en els seus dues últimes temporades en el millor quintet de la Southwest Conference.

### Professional
Cap al final de la seva carrera, li va ser diagnosticada coccidiodomicosi, una infecció que pot provocar la meningitis. Es va recuperar sense problemes, tornant a jugar amb els Spurs, encara que de manera breu. En 520 partits en la seva carrera, va fer una mitjana de 9.4 punts, 7.4 assistències, 3.0 rebots i 1.96 robatoris de pilota per partit, tenint un percentatge en tirs de camp de 46 %. Actualment és el 15è jugador que més assistències ha repartit en la història de l'NBA.
Després de la seva retirada de les pistes, els Spurs van retirar el seu dorsal 00.